# Himertosoma striatum
Himertosoma striatum là một loài tò vò trong họ Ichneumonidae.